# Большое Полушино
Большое Полушино — деревня в Тёмкинском районе Смоленской области России. Входит в состав Батюшковского сельского поселения. По состоянию на 2007 год постоянного населения не имеет.
Расположена в восточной части области в 14 км к северо-западу от Тёмкина, в 25 км юго-восточнее автодороги М1 «Беларусь». В 9 км южнее деревни расположена железнодорожная станция Засецкая на линии Вязьма — Калуга.

## История
В годы Великой Отечественной войны деревня была оккупирована гитлеровскими войсками в октябре 1941 года, освобождена в марте 1943 года.